# جنی کمپ
جنی کمپ (به انگلیسی: Jenny Kemp) (زادهٔ ۲۸ مهٔ ۱۹۵۵) شناگر اهل ایالات متحده آمریکا است.